# Norbert Schlottmann

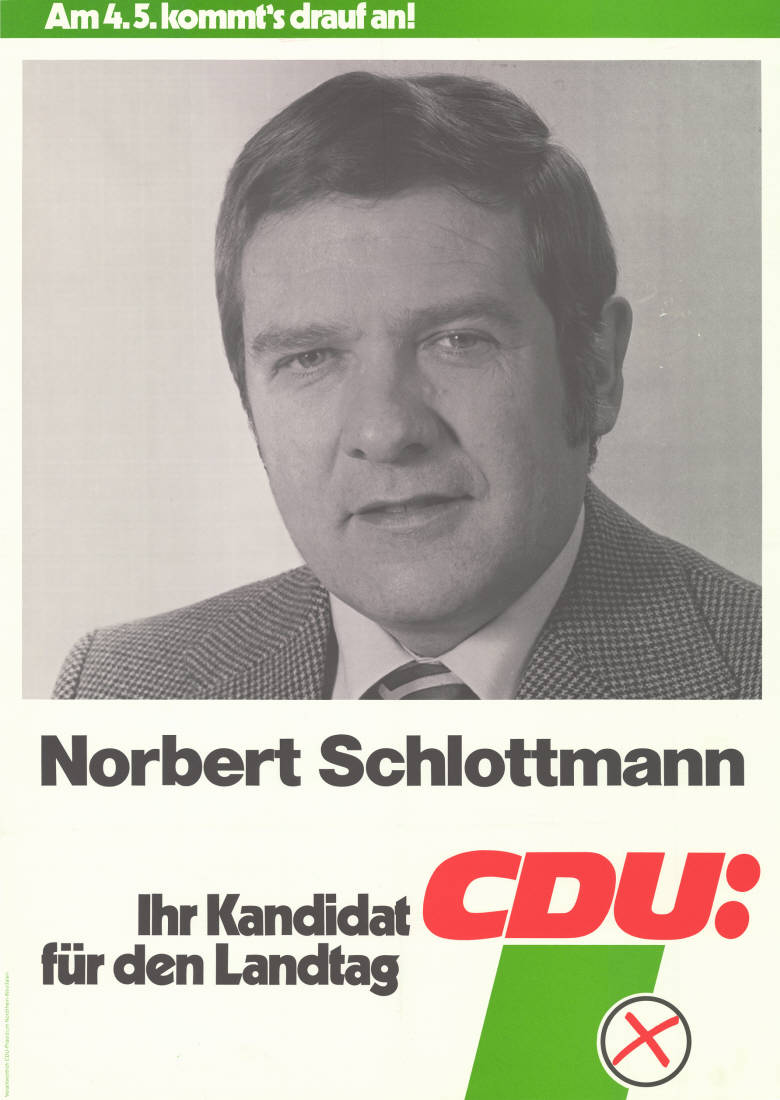
Kandidatenplakat zur Landtagswahl in Nordrhein-Westfalen 1975

Norbert Andreas Schlottmann (* 16. Dezember 1930 in Herne; † 11. Januar 2004 ebenda) war ein deutscher Verwaltungsbeamter und Politiker (CDU).

## Leben und Beruf
Nach dem Besuch der Volksschule absolvierte Schlottmann eine Verwaltungslehre. Anschließend schlug er eine Beamtenlaufbahn im kommunalen Verwaltungsdienst ein und war als Sachbearbeiter beim Personalamt der Stadt Herne tätig. 1947 hatte er sich der ÖTV angeschlossen.

## Partei
Schlottmann war seit 1953 Mitglied der CDU. Des Weiteren trat er der Jungen Union (JU) bei und war später Kreis- sowie Bezirksvorsitzender des Jugendverbandes. Er war seit 1971 Vorsitzender des CDU-Kreisverbandes Herne und wurde 1973 in den Landesvorstand der CDU Westfalen-Lippe gewählt.

## Abgeordneter
Schlottmann war von 1970 bis zu seiner Mandatsniederlegung am 30. März 1983 Mitglied des nordrhein-westfälischen Landtages. Bei der Bundestagswahl 1983 wurde er über die Landesliste der CDU Nordrhein-Westfalen in den Deutschen Bundestag gewählt, dem er bis 1987 angehörte.

## Ehrungen
- 1980: Verdienstkreuz am Bande der Bundesrepublik Deutschland
- 1984: Bundesverdienstkreuz 1. Klasse
- 1994: Verdienstorden des Landes Nordrhein-Westfalen[1]